# Љешкопоље
Љешкопоље или Љешко поље је крашко поље у Црној Гори између ријека Мораче, Ситнице и Зете. Захвата површину од 25 km², на дужини од 9 и ширини 2-5 километара. Равно је и нагнуто ка југу, изграђено од алувијалних наслага. Клима поља је измијењено медитеранска, са изразито врућим љетима. Становништво се претежно бави земљорадњом (дуван) и сточарством, док је на ријекама развијен и риболов. Већа насеља су Момишићи, Вранићи, Лужани, Лекићи, Грбавци и др.

## Историја
На Љешкомпољу Црногорци су поразили Турке у бици која се одиграла почетком јуна 1603. године. Скадарски санџакбег Али-бег Мемибеговић је са око 3000 војника ушао у Црну Гору да наплати харач. На улазу у Љешкопоље Црногорци непознате бројности су дочекали турску војску и поразили је у краћој бици. Погинуло је око 100 турских војника, док су црногорски губици непознати. Са овом побједом очувана је аутономија Црне Горе.